# Carlos Oliva
Carlos Augusto Oliva Neyra (16 de diciembre de 1964) es un economista peruano. Fue ministro de Economía y Finanzas del Perú entre el 7 de junio de 2018 y el 30 de septiembre de 2019, durante el gobierno de Martín Vizcarra. Actualmente es director del Banco Central de Reserva del Perú.

## Trayectoria profesional
Ingresó a la Universidad del Pacífico en la cual se graduó como Bachiller en Economía y luego obtuvo el título profesional de Economista. Realizó un Máster en Economía en la Universidad de Georgetown.
Fue consultor y economista país del Banco Interamericano de Desarrollo (BID) para Chile, Venezuela y Colombia entre los años 1992 y 2000. 
Fue socio de Governa, empresa consultora peruana especializada en temas de políticas públicas hasta el 2011. 
En agosto de 2011, durante el gobierno de Ollanta Humala, fue designado como Viceministro de Hacienda del Ministerio de Economía y Finanzas. Ejerció el cargo hasta mayo de 2015. Como viceministro, también fue director del Banco de la Nación. 
En 2015 fue nombrado como director del Banco Central de Reserva (BCR) entre el 2015, cargo en el que estuvo hasta 2016. Fue miembro del Consejo Directivo del Centro Nacional de Planeamiento Estratégico (Ceplan) entre 2015-2018.
Entre 2015 y 2018 fue director de la Maestría de Gestión Pública de la Universidad del Pacífico.
Desde diciembre de 2020 fue presidente del Consejo Fiscal del Perú, hasta mayo de 2024.
En noviembre del 2021, el Congreso lo eligió como uno de los tres directores del Banco Central de Reserva por un periodo de 5 años.

## Ministro de Economía y Finanzas
El 7 de junio de 2018 fue nombrado Ministro de Economía y Finanzas del Perú por el presidente Martín Vizcarra.
Renunció al cargo el 30 de septiembre de 2019, tras la Disolución del Congreso dispuesta por Vizcarra.